# Melasina imparata
Melasina imparata är en fjärilsart som beskrevs av Edward Meyrick 1928. Melasina imparata ingår i släktet Melasina och familjen säckspinnare. Inga underarter finns listade i Catalogue of Life.